# Charles Henry Oldfather
Charles Henry Oldfather (* 13. Juni 1887 in Täbris in Persien; † 20. August 1954 in Lincoln, Nebraska) war ein US-amerikanischer klassischer Philologe und Althistoriker, der von 1926 bis 1951 als Professor of Ancient History an der University of Nebraska wirkte.

## Leben
Charles Henry Oldfather wurde in Persien geboren, wo seine Eltern Jeremiah M. Oldfather und Felicia Narcissa (geb. Rice) presbyterianische Missionare waren. Sein älterer Bruder war der Philologe William Abbott Oldfather (1880–1945).
Oldfather studierte in den USA am Hanover College, wo er 1906 den Bachelor-Abschluss absolvierte. Danach ging er ans McCormick Theological Seminary und erwarb hier 1911 den Titel Doctor of Divinity (D.D.). Um seine Studien zu vertiefen, ging er wie schon sein Bruder vor ihm nach Europa an die Universität München (1911/1912). Seine erste Anstellung erhielt er als Dozent am English Syrian Protestant College in Beirut. 1914 kehrte Oldfather in die USA zurück und arbeitete zunächst an kleinen, privaten Colleges: bis 1916 als Professor of Classics am Hanover College, ab 1916 als Professor für Griechische Philologie und Alte Geschichte am Wabash College im Bundesstaat Indiana. An der University of Wisconsin–Madison wurde er 1922 mit der Dissertation The Greek Literary Papyri from Greco-Roman Egypt: A Study in the History of Civilization zum Ph. D. promoviert.
Seine Lebensstellung fand Oldfather an der University of Nebraska in Lincoln, wo er ab 1926 als Professor of Ancient History wirkte. Von 1929 bis 1949 war er zusätzlich Vorsitzender des Historischen Instituts. 1951 trat er in den Ruhestand; ein Jahr später gab er auch das Dekanat des College of Arts and Science ab, das er seit 1931 innehatte.
Seit dem 7. September 1914 war Oldfather mit Margaret Kinsey McLelland verheiratet.

## Leistungen
Oldfather war von der Ausbildung her zwar eher Klassischer Philologe, machte sich aber besonders in der Alten Geschichte und in der Universitätsverwaltung verdient. Während seines langen Dekanats an der University of Nebraska musste er mit den Erschwernissen der Great Depression und des Zweiten Weltkriegs kämpfen. Zu seinen Ehren wurde das Universitätsgebäude, in dem sich das Dekanat und zahlreiche Lehreinrichtungen des College of Arts and Science befinden, in Oldfather Hall umbenannt.
In seiner Forschungsarbeit beschäftigte sich Oldfather besonders mit den griechischen Historikern. Sein größtes Werk ist die zweisprachige Ausgabe der Schriften Diodors, die ab 1933 in der Loeb Classical Library erschien. Oldfather stellte bis zu seinem Tod sechs Bände fertig; die vollständige Ausgabe umfasst heute weitere sechs Bände.